# کارل لوتیه
کارل لوتیه (انگلیسی: Carl Lüthje; ۲۲ ژانویهٔ ۱۸۸۳ – ۱۱ ژانویهٔ ۱۹۶۹) دوچرخه‌سوار اهل آلمان بود.